# کتب جامع
جامع عنوان یک گونه یا ژانر ادبی تعلیمی قرون وسطایی بود که به عربی یا لاتین نوشته میشد.در مشرق زمین متداول بود و  در قرن دوازدهم به غرب راه یافت  و در قرن سیزدهم در اروپا رواج یافت. در ساده‌ترین معنای آن، می‌توان آن‌ها را متونی در نظر گرفت که دانش را در زمینه الهیات، فلسفه یا فقه «خلاصه» می‌کنند. کارکرد آنها در قرون وسطی عمدتاً به عنوان کتابچه راهنمای دانش مربوطه بود که توسط افرادی استفاده می شد که مطالعات خود را بیشتر از این پیش نمی بردند.

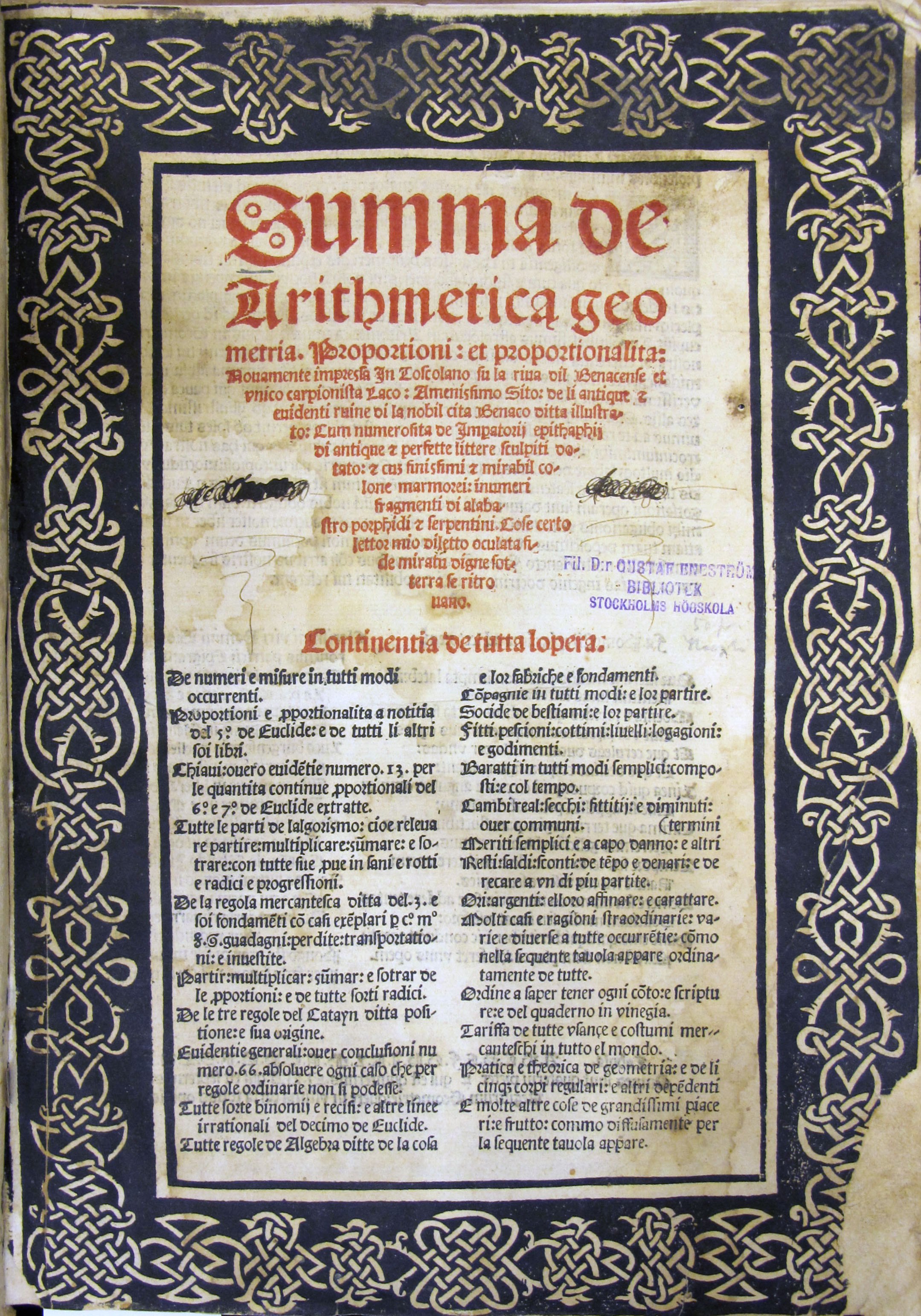
کتاب جامع حساب اثر گوستاو اچ جی از قرن ۱۶ میلادی

از نمونه های آن میتوان از جامع عباسی در فقه یا جامع البیان در تفسیر یا از کتاب جامع الکلام سن توماس اکویناس نام برد.